# Trente Chansons bourguignonnes
Les Trente chansons bourguignonnes du pays de Beaune, op. 15, sont une œuvre de Maurice Emmanuel publiée en 1913. L'œuvre est marquée par un enrichissement des harmonies grâce aux modes anciens.

## Composition et création
La composition des Trente chansons bourguignonnes de Maurice Emmanuel s'étend sur de nombreuses années, de la découverte des mélodies populaires du pays de Beaune et des modes anciens à partir de 1885, jusqu'à la parution du recueil en 1913, aux Éditions Durand. Cette publication, dédiée à Julien Tiersot — pionnier dans la collecte de chants populaires en France — représente « l'un des moments importants de la carrière du musicien régionaliste ».
Six pièces des Trente chansons bourguignonnes sont présentées en première audition publique, le 27 février 1913 au Cercle artistique et littéraire de Paris, par mesdames Speranza Calo et Nordmann, avec Paul Gilbert et Jean Gallon au piano.
La date de publication, au plus fort de la Première Guerre mondiale, est « peu propice, mais ces chansons sont remarquées par Jean Richepin, chantre nationaliste de la musique populaire traditionnelle, avant d'être célébrées par de grands musiciens comme Charles Koechlin, Gabriel Pierné ou Olivier Messiaen ».

## Présentation
1. « Chez Jean Nicot », pour chœur mixte et piano.
en mode de la, Gaîment ( = 116) à 
 ;
2. « Le Veigneron » (Le vigneron).
Modéré ( = 112) en mode de la défectif, à 
 ;
3. « Quand j'éto chez mon peire » (Quand j'étais chez mon père).
Très gai, très simple ( = 126) en mode de sol, à 
 ;
4. « Complainte de Notre-Dame » (ou « Complainte de Chorey »).
Triste et assez lent ( = 60) en mode de mi, à 
 ;
5. « Eine méchante aifâre » (Une méchante affaire).
Rapide ( = 160) en mode d'ut, à 
 ;
6. « Il était une fille, une fille d'honneur » (ou la Bergère et le Seigneur).
Modéré ( = 100) en mode de la, à 
 ;
7. « Ç'ast les gens de Bouze » (C'est les gens de Bouze).
Très gai ( = 126) en mode d'ut, à 
 ;
8. « J'ai vû le loup, le r'nard, le lièvre ».
Mystérieusement et sans hâte ( = 84) en mode de ré, à 
 ;
9. « Les Feill's de Claivoillon » (Les filles de Clavoillon).
Alerte et vigoureux ( = 116) en mode de la, à 
 ;
10. Noël.
Très gai ( = 144) en mode d'ut, à 
 ;
11. « Lorsque j'aivions des noisettes ».
Rapide ( = 160) en mode d'ut, à 
 ;
12. « Le pommier d'Août ».
Andantino espressivo ( = 92) en mode d'ut défectif, à 
 et 
 ;
13. « Lai maoh mairiée » (La mal mariée).
Modéré ( = 120) en mode d'ut, à 
 et 
 ;
14. « I t'airai, mais brunette » (je t'aurai ma brunette).
Rapide ( = 160) en mode d'ut, à 
 ;
15. « Guillenlé, bia Guillenlé » (Guillenlé, beau Guillenlé).
Simple et expressif ( = 160) en mode d'ut défectif, à 
 et 
, le plus souvent à cinq temps ;
16. « Quand j'ai sôti de mon villaige » (Quand j'ai sorti de mon village).
Gaîment ( = 112) en mode de la, à 
 ;
17. « Mai grand meire, qui n'évot qu'eun' dent » (Ma grand'mère qui n'avait qu'une dent).
Rapide ( = 160) en mineur moderne, à 
 ;
18. « Lai treue guéreille » (La truie goreille).
en mode de la, Modéré ( = 108) à 
 et 
 ;
19. « L'état des feilles » (L'état des filles).
en mode de la, Rapide ( = 160) à 
 ;
20. « Aidieu, bargeire ! » (Adieu bergère!).
en mode de ré, Assez lent et très expressif ( = 60) à 
 et Vite ( = 72) à 
 ;
21. « Guignolot d' saint Lazot ».
en mode de la, Complainte, sans lenteur ( = 108) à 
 ;
22. « La hiaut sur lai montaigne » (ou l'Hermitage).
en mode de la, Joyeux ( = 112) à 
 et 
 ;
23. « Meire, botez le chien quere » (Mère, mettez le chien cuire).
en mode d'ut, Très rapide ( = 184) à 
 ;
24. « V'la que l'aloueute chante » (ou le Renouveau).
en mode de fa, Très joyeux ( = 116) à 
 (au chant) = 
 (au piano) ;
25. « Le R'venant vivant ».
en mode de la, Tempo di marcia ( = 120) à 
=
 ;
26. « Belle, i m'en vâs en l'Aillemaigne » (Belle, je m'en vas en l'Allemagne).
en mode d'ut, Modéré ( = 100) à 
 ;
27. « M'y allant promener », pour mezzo-soprano et chœur mixte a cappella.
en mode de ré, Modéré ( = 100) à 
 ;
28. « Les mois de l'An-née » (ou la Perdriole), pour mezzo-soprano, chœur mixte et piano.
en mode de la défectif, Joyeux, très rythmé ( = 126) à 
 ;
29. « Ai lai feîte d'Echarnant » (À la fête d'Echarnant), pour chœur mixte et piano.
en mineur moderne, sans indication de mouvement, à 
 ;
30. « La Mèr Godichon », pour chœur mixte et piano.
en mode de ré, sans indication de mouvement, à 
.

## Analyse
Les Trente chansons bourguignonnes comprennent « des pièces pour chœur d'une franche gaîté, d'autres plus licencieuses et grivoises, d'amples morceaux festifs (telle la Perdriole et ses douze strophes correspondant aux douze mois de l'année) et quelques joyaux pour voix solistes, en particulier la splendide et bouleversante Complainte de Notre-Dame, à la douleur contenue, reflet de la foi naïve du peuple, délicatement harmonisée par Emmanuel ».
Par son harmonisation innovante, « il a pu être rapproché de Bartók et Kodály, ou encore de Janáček. Emmanuel parvient à un résultat suffisamment neuf et original par rapport aux harmonisations de ses collègues pour que Messiaen, grand connaisseur de la modalité s'il en est, s'émerveille des pièces de son maître ».

### Ouvrages généraux
- Marie-Claire Beltrando-Patier, Brigitte François-Sappey et Gilles Cantagrel (dirs.), Guide de la mélodie et du lied, Paris, Fayard, coll. « Les Indispensables de la musique », 1994, 916 p. (ISBN 2-213-59210-1, OCLC 417117290, BNF 35723610), « Maurice Emmanuel », p. 206–208

### Monographies
- Christophe Corbier, Maurice Emmanuel, Paris, Bleu nuit éditeur, 2007, 176 p. (ISBN 978-2-913575-79-0 et 2-913575-79-X).
- Sylvie Douche (dir.), Maurice Emmanuel, compositeur français, Université de Paris-Sorbonne (Paris IV), Prague, Bärenreiter, 2007, 288 p. (ISBN 978-80-86385-34-1 et 80-86385-34-5, OCLC 312635540).